# سن-ژان-ساورن
سن-ژان-ساورن (به فرانسوی: Saint-Jean-Saverne) یک کمون در فرانسه با جمعیت ۶۱۰ نفر است که در Canton of Saverne واقع شده‌است.